# Luchthaven Korfoe Ioannis Kapodistrias
Luchthaven Korfoe Ioannis Kapodistrias (Grieks: Κρατικός Αερολιμένας Κέρκυρας "Ιωάννης Καποδίστριας"), is een internationale luchthaven op het Griekse eiland Corfu (Kerkyra). Vluchten van vele Europese steden vliegen hiernaartoe, meestal vanaf april tot en met oktober. In 2016 maakten 2.788.923 passagiers gebruik van het vliegveld.
Het vliegveld ligt grotendeels in zee, 3 km van de stad Corfu en zo'n 500 meter van het eilandje Pontikonisi. De luchthaven is genoemd naar de diplomaat Ioannis Kapodistrias.

## Geschiedenis
De luchthaven werd gesticht in 1937. Tijdens de Tweede Wereldoorlog werd het gebruikt door Duitse en Italiaanse troepen als basis voor transport en gevechtsvliegtuigen. Gedurende de oorlog was de startbaan 600 meter lang, eind 1949 800 meter. De volgende en laatste verlenging van de startbaan begon in 1957 en werd twee jaar later afgerond, toen een lengte van 2373 meter bereikt werd. De eerste commerciële vlucht vond plaats op 19 april 1949 en werd uitgevoerd vanaf Athene door de toenmalige nationale luchtvaartmaatschappij TAE. Op 2 september 1950 startte ook HELLAS directe vluchten naar Korfoe. In 1962 werd een kleine terminal gebouwd, die tot op de dag van vandaag bestaat. In april 1965 werd Korfoe een internationale luchthaven en werd de eerste vlucht uitgevoerd door Olympic Airlines. De constructie van een nieuwe passagiersterminal begon in 1968 en werd voltooid in 1972.
In december 2015 werd de privatisering van de luchthaven van Korfoe (samen met 13 andere luchthavens) afgerond. Vanaf 11 april 2017 beheert een joint venture van Fraport AG/Copelouzos Group en het Griekse privatiseringsfonds de 14 luchthavens voor een periode van 40 jaar.

## Trivia
Aan het zuidelijke uiteinde van de landingsbaan is een dam aangelegd over de hele lengte van de baai. Deze is populair bij vliegtuigspotters en andere belangstellenden, omdat vliegtuigen hier laag overkomen.

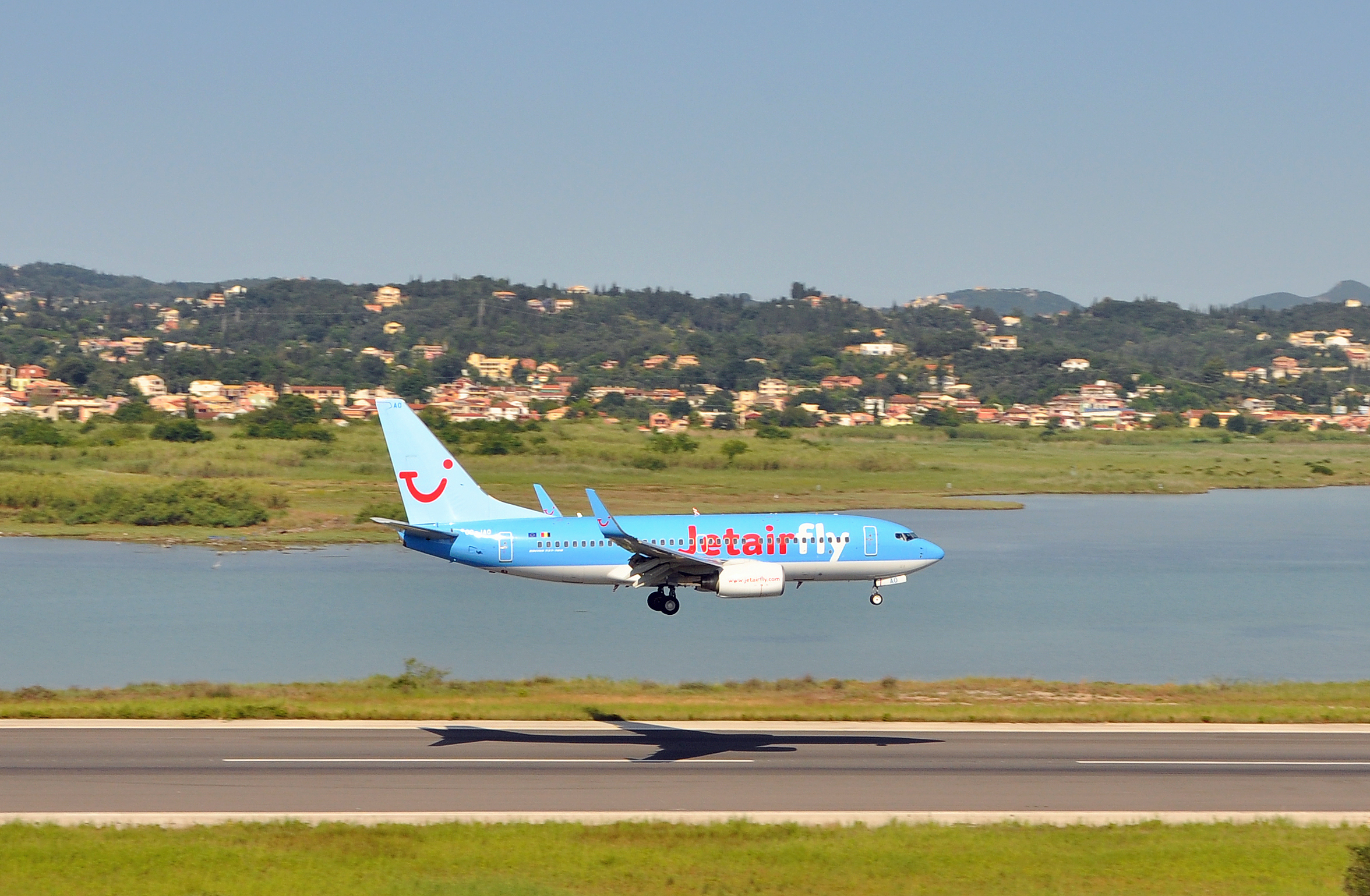
Vliegtuig van Jetairfly landt op Korfoe
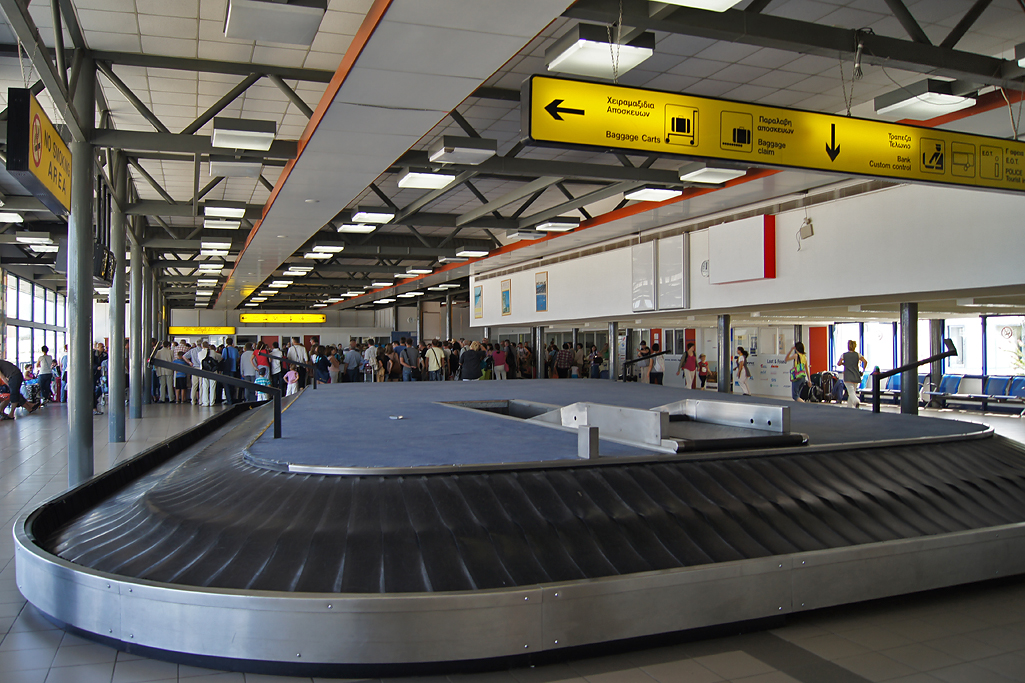
Aankomsthal